# Marian Niemczewski
Marian Niemczewski (ur. 1892, zm. 2 czerwca 1961 w Głubczycach) – polski malarz i pedagog.

## Życiorys
Studiował na Akademii Sztuk Pięknych w Krakowie, 15 lutego 1915 wstąpił do Legionów Polskich. Został wcielony do 4 batalionu, a następnie do 2 batalionu 1 Pułku Artylerii. Po powstaniu Polskiego Korpusu Posiłkowego został skierowany do oddziału uzupełnień 1 Pułku Artylerii, a następnie do szkoły podchorążych artylerii. Podczas wojny polsko-ukraińskiej uczestniczył w walkach o Lwów. Po 1920 osiadł w Kołomyi, gdzie uczył rysunku w miejscowym gimnazjum. Po 1945 Urząd Repatriacyjny skierował Mariana Niemczewskiego do Głubczyc, gdzie nauczał w liceum.
Zmarł 2 czerwca 1961 w Głubczycach. Pochowany na miejscowym cmentarzu komunalnym (sektor 4-1-37).